# زرزور أبيض البطن
زرزور أبيض البطن (الاسم العلمي:   Cinnyricinclus  leucogaster) (بالإنجليزية: Violet-backed  Starling)‏ هو طائر ينتمي إلى زرزور (فصيلة: Sturnidae).